# Carola Neherová
Carola Neherová (občanským jménem Katharina Karolina Neherová, 2. listopadu 1900 Mnichov – 26. června 1942 Sol-Ileck) byla německá herečka a zpěvačka.
Byla dcerou hospodské a učitele hudby. Vystudovala Riemerschmidovu obchodní školu a pracovala jako bankovní úřednice. V roce 1920 odešla k divadlu. V letech 1925 až 1928 byl jejím manželem básník Klabund a ztvárnila hlavní roli při premiéře jeho hry Křídový kruh. Od roku 1926 spolupracovala s Bertoltem Brechtem, hrála Polly v Třígrošové opeře v berlínském divadle Theater am Schiffbauerdamm i ve filmovém zpracování, které v roce 1931 natočil Georg Wilhelm Pabst. Titulní roli ztvárnila v Brechtově hře Svatá Johanka z jatek.
Jejím druhým manželem se stal Anatol Becker, inženýr pocházející z etnika Sedmihradských Sasů a člen Komunistické strany Německa. Po nástupu nacistů k moci oba odešli z Německa, v Praze Neherová vystupovala v Novém německém divadle a od roku 1934 žili v Sovětském svazu. V Moskvě se Neherová s dalšími německými emigranty přidala k agitační divadelní skupině Kolonne Links a filmové společnosti Mežrabpomfilm. V roce 1936 byli manželé obviněni z trockismu, Becker byl zastřelen a Neherová odeslána do Orelské centrální věznice a pak do tábora Černý delfín v Sol-Ilecku, kde v roce 1942 zemřela na tyfus.
V rámci projektu poslední adresa jí byla odhalena pamětní deska na domě v Krasnoprudné ulici v Moskvě, kde žila před zatčením. V berlínské čtvrti Hellersdorf je po ní pojmenována ulice Carola-Neher-Straße. Jorge Semprún o jejím životě napsal divadelní hru Návrat Caroly Neherové.